# روث دالاس
روث دالاس (بالإنجليزية: Ruth Dallas)‏ هي كاتبة للأطفال وكاتِبة وشاعرة نيوزيلندية، ولدت في 29 سبتمبر 1919، وتوفيت في 18 مارس 2008 في دنيدن في نيوزيلندا.